# 오렌지 카운티 레지스터
오렌지 카운티 레지스터(The Orange County Register)는 미국 캘리포니아주 산타아나에서 발행되는 일간 신문으로 1905년 창간되었다. 일반적으로 자유 시장과 사회적 자유를 지지하는 등 자유주의 성향의 논조가 특징이다.